# 카카오닙스
카카오닙스(Cacao Nibs)는 초콜릿을 만드는 원료인 카카오 콩의 껍데기를 제거하여 코코아를 꺼낸 뒤, 이를 건조하여 먹기 좋게 부순 형태의 건조식품이다. 보통 시판용 초콜릿을 만드는 코코아매스와 코코아버터로 재가공되는 경우가 많으나 2017년 들어 미디어 등에 의해 건강식품으로 부각되었다. 카카오 특유의 향과 쓴 맛, 고소한 맛이 난다고 알려져있다. 카카오닙스는 그대로 취식되기도 하며, 따뜻한 물에 우려서 카카오닙스 차를 마시거나 아이스크림, 빵 등의 토핑재료로 활용된다.

## 효능
- 항산화 성분인 카테킨이 다량 함유되어 있다. 다만 카페인 역시 다량 함유되어 있어 섭취량을 제한하는 근거가 된다.
- 식이 섬유가 풍부해 다이어트에 도움된다.
- 심근경색, 뇌졸중 등 심혈관질환 예방에 도움을 준다.[2]